# الخرادله
الخرادلة (به عربی: الخرادلة) یک منطقهٔ مسکونی در عربستان سعودی است که در استان جازان واقع شده‌است.